# Hans F. Weinberger
Hans Felix Weinberger (* 27. September 1928 in Wien; † 15. September 2017 in Durham, North Carolina) war ein US-amerikanischer Mathematiker.

## Leben
1938 flüchteten die jüdischen Eltern von Hans Weinberger mit ihm in die Vereinigten Staaten und ließen sich in Altoona, Pennsylvania nieder. Weinberger interessierte sich seit seiner Jugend für die Naturwissenschaften und nahm erfolgreich an Talentwettbewerben teil. Er studierte  Mathematik am Carnegie Institute of Technology in Pittsburgh (der späteren Carnegie Mellon University). Zu seinen Kommilitonen gehörten John Nash und Raoul Bott. 1950 promovierte er bei Richard Duffin mit der Arbeit Fourier Transforms of Moebius Series. Anschließend ging er an die University of Maryland, College Park, wo er zehn Jahre lang am Institut für Strömungsmechanik und Angewandte Mathematik tätig war. 1960 wechselte er an die University of Minnesota und wurde ordentlicher Professor (Full Professor). Er blieb dort bis zu seiner Emeritierung im Jahr 1998. Von 1982 bis 1987 war er der erste Direktor des von ihm gegründeten Institute for Mathematics and its Applications (IMA) an der University of Minnesota.
Weinberger leistete wichtige Beiträge auf dem Gebiet der Lösung partieller Differentialgleichungen, speziell zu Eigenwertproblemen. Er war interessiert an vielfältigen praktischen Anwendungen seiner Forschungen in der Physik, Mechanik und angrenzenden Gebieten. Seit Ende der 1970er Jahre publizierte er auch Arbeiten zur mathematischen Biologie. Er ist Autor mehrerer Monographien.
1981 wurde er Fellow der American Association for the Advancement of Science. 1986 wurde er zum Mitglied der American Academy of Arts and Sciences gewählt. 2012 wurde er Fellow der American Mathematical Society.

## Schriften (Auswahl)
- Hans F. Weinberger, John E. Osborn: Variational Methods in Boundary Value Problems. University of Minnesota, Minneapolis 1961, S. 100.
- H. F. Weinberger: A First Course in Partial Differential Equations with Complex Variables and Transform Methods. Blaisdell Publ. Co., New York 1965.
- Murray H. Protter, Hans F. Weinberger: Maximum Principles in Differential Equations. 3. (korr.) Auflage. Springer, 1999, ISBN 978-0-387-96068-5, S. 261.
- Hans F. Weinberger: Variational Methods for Eigenvalue Approximation. Hrsg.: Society for Industrial and Applied Mathematics (= CBMS-NSF Regional Conference Series in Applied Mathematics). 1974, ISBN 978-0-89871-012-0, S. 160, doi:10.1137/1.9781611970531.